# کوکوی زمینی کوچک
کوکوی زمینی کوچک (نام علمی: Morococcyx erythropygus) گونه‌ای کوکو در تبار Neomorphini از زیرتیرهٔ ستبرنوکیان (Crotophaginae) است که در کاستاریکا، السالوادور، گواتمالا، هندوراس، مکزیک و نیکاراگوئه یافت می‌شود.